# Laodika III
Laodika III (gr. Λαοδίκη, Laodíkē) – córka króla Pontu Mitrydatesa II i królowej Laodiki, córki króla państwa Seleucydów Antiocha II Theosa i jego pierwszej żony Laodiki I.
Ok. r. 222 p.n.e. poślubiła swego krewnego Antiocha III Wielkiego, wkrótce po jego wstąpieniu na tron państwa Seleucydów. Po zawarciu małżeństwa mąż udał się do Antiochii, gdzie ogłosił ją królową. Potem zajął się przygotowaniami wojennymi przeciwko strategowi Medii Molonowi, który zgłaszał pretensje do tronu w latach 222–220 p.n.e. Podczas jego nieobecności w czasie tej wyprawy Laodika III wydała mu na świat najstarszego syna. Potem urodziła mu jeszcze sześcioro dzieci, w tym trzy córki:
- Antioch (zm. 193 p.n.e.), koregent od 210 p.n.e. do swej śmierci; z siostrą i żoną Laodiką IV miał córkę:
  - Nysa, przyszła żona Farnakesa I, króla Pontu
- Seleukos IV Filopator, przyszły król państwa Seleucydów
- Laodika IV (zm. 170? p.n.e.), trzykrotnie zamężna z braćmi, najpierw z Antiochem, potem z Seleukosem IV a na końcu z Antiochem IV
- Antioch IV Epifanes Nikeforos, przyszły król państwa Seleucydów
- Ardys
- Antiochis, przyszła druga żona Ariaratesa IV Eusebesa, króla Kapadocji
- Kleopatra I (zm. 177 p.n.e.), przyszła żona Ptolemeusza V Epifanesa, króla Egiptu